# Richia chortalis
Richia chortalis är en fjärilsart som beskrevs av Harvey 1875. Richia chortalis ingår i släktet Richia och familjen nattflyn. Inga underarter finns listade.